# Congarna
Congarna es una localidad del municipio de Camaleño (Cantabria, España). En el año 2023 contaba con una población de 10 habitantes.
(INE). La localidad está ubicada a 380 metros de altitud sobre el nivel del mar, en la margen derecha del río Deva. Dista 3 kilómetros de la capital municipal, Camaleño. Hay una ermita dedicada a San Julián, de origen románico, en la que se conserva una talla de San Julián de los siglos XVII-XVIII.